# Gunung Meriah
Gunung Meriah (indonez. Kecamatan Gunung Meriah) – kecamatan w kabupatenie Aceh Singkil w okręgu specjalnym Aceh w Indonezji.
Kecamatan ten znajduje się w północnej części Sumatry i składa się z dwóch części. Większa część północna graniczy z kecamatanami: od zachodu i północnego zachodu z Kota Baharu, od zachodu z Singkohor, od północy z Simpang Kanan, od wschodu z Danau Paris, a od południa z kecamatanami Singkil Utara i Simpang Kanan. Mniejsza część to eksklawa wewnątrz kecamatanu Simpang Kanan. Główne drogi to Jalan Iskandar Muda i Jalan Singkil-Rimo.
W 2019 roku kecamatan ten zamieszkiwało 37 588 osób. Mężczyzn było 18 588, a kobiet 19 000. W 2010 roku 28 739 osób wyznawało islam, a 1 772 chrześcijaństwo.
Znajdują się tutaj miejscowości: Blok 15, Blok 18, Blok 31, Blok Vi Baru, Bukit Harapan, Cingkam, Gunung Lagan, Labohan Kera, Lae Butar, Pandan Sari, Penjahitan, Perangusan, Pertampakan, Rimo, Sanggaberu Silulusan, Sebatang, Seping Baru, Sianjo Anjo Merah, Sidorejo, Suka Makmur, Tanah Bara, Tanah Merah, Tanjung Betik, Tulaan, Tunas Harapan.